# Бухвальд, Тео
Тео Бухвальд (нем. Theo Buchwald; 27 сентября 1902, Вена — 7 сентября 1960, Лима) — австрийский и перуанский дирижёр.

## Биография
Учился в Новой Венской консерватории у Рихарда Роберта (фортепиано), изучал также гармонию, контрапункт и композицию у Артура Шольца, музыковедение у Гвидо Адлера и Вильгельма Фишера.
В 1922 г. начал карьеру дирижёра в Бармене, в 1923 г. в Берлинской народной опере, в 1924—1926 гг. работал в Магдебурге, в 1927—1929 гг. в Мюнхене. В 1929—1930 гг. ассистент Эриха Кляйбера в Берлинской государственной опере, затем музикдиректор Хальберштадта, где заметно усилил уровень оперного театра и возможности оркестра.
С приходом к власти нацистов покинул страну. В 1935 г. перебрался в Южную Америку и первоначально работал в Чили, дирижируя в Сантьяго и в Винья-дель-Мар. В 1938 г. обосновался в Перу, где основал и возглавил Национальный симфонический оркестр, которым руководил до конца жизни. Значительную часть оркестра составили приглашённые Бухвальдом музыканты еврейского происхождения, бежавшие из Европы или, в некоторых случаях, перебравшиеся из Палестины. В то же время оркестр активно исполнял произведения местных композиторов. В 1941 г. Бухвальд получил перуанское гражданство.